# Sodalität
Eine Sodalität (lat. sodalitas „Kameradschaft“), im theologischen Zusammenhang auch Syndiakonia, ist eine Personenvereinigung. Das einzelne Mitglied heißt Sodale. Sowohl religiöse Bruderschaften als auch andere traditionelle Vereinigungen (zum Beispiel Junggesellen, Schützen) werden als Sodalitäten bezeichnet.

## Vor- und Frühgeschichte
Barbara Mills meint, Sodalitäten in der frühneolithischen Siedlung Çatalhöyük nachweisen zu können. Im amerikanischen Südwesten nehmen Archäologen an, dass Sodalitäten bereits seit dem Beginn des Ackerbaus existierten.

## Antike
Die Titii sodales waren eine antike Kultpriestergemeinschaft, ebenso die Sodales Augustales.

## Humanistische Sodalitäten
Im Humanismus waren die Sodalitates litterariae gelehrt-wissenschaftliche Vereinigungen. Conrad Celtis hat in Krakau um 1488, in Ungarn und Wien um 1494 und in Deutschland um 1500 mehrere Sodalitäten gegründet.

## Katholische Sodalitäten
In der frühen Neuzeit gründeten Jesuiten marianische Sodalitäten zur Ehre Mariens. Auch andere katholische Bewegungen und Gemeinschaften bezeichnen ihre Mitglieder als Sodalen, übersetzt: „Gefährte, Freund, Kamerad“, vom lateinischen Synonym sodalis. Die Bezeichnung findet sich bei:
- der Gemeinschaft Christlichen Lebens, jesuitische Laienorganisation
- der Schönstattbewegung, vgl. auch Mater Ter Admirabilis
- der Marianischen Männer- und Jungmänner Sodalität „Mariä Himmelfahrt“ Fulda, gegründet 1609[5]
- der Marianischen Bürgersodalität in Würzburg, die 1796 von der Michaelskirche in die Marienkapelle verlegt worden war[6]
- der Junggesellensodalität in der Spitalkirche des Würzburger Bürgerspitals.[7]
- aus der 1901 in Dortmund gegründeten Jünglingssodalität „Dreifaltigkeit“ ging 1909 der Sportclub Borussia Dortmund hervor.

## Protestantische Sodalitäten
Vor allem in protestantischen Kirchen des angelsächsischen Raums werden zweckgebundene, meist mit Missionsaufgaben beauftragte Bruderschaften als Sodalitäten bezeichnet.

## Ethnologie
In den Pueblos des nordamerikanischen Südwestens waren Sodalitäten weit verbreitet. In den meisten Pueblos existieren Heilgesellschaften, die Krankheiten, die durch Übertretung sozialer Regeln ausgelöst wurden, durch spezielle Zeremonien behandeln und so den sozialen Frieden wiederherstellen. Ferner können sie Hexerei entdecken. Neben allgemeinen Heilgesellschaften gibt es auch solche, die mit speziellen Problemen, wie Ameisenbissen, Blitzschlag oder Schlangenbissen befasst sind. Bei den Tewa sind meist Bären-Gesellschaften als Heiler tätig, die auch bei den Tiwa und Laguna bekannt sind.
Bei den Keresan gab es weiters Clown- und Krieger-Sodalitäten. Doppelmitgliedschaften waren verbreitet.